# Jonang
 (août 2018).
Si vous disposez d'ouvrages ou d'articles de référence ou si vous connaissez des sites web de qualité traitant du thème abordé ici, merci de compléter l'article en donnant les références utiles à sa vérifiabilité et en les liant à la section « Notes et références ».
Jonang  (tibétain : ཇོ་ནང, Wylie : Jo-nang) est une école du bouddhisme tibétain (on parle alors de Jonangpa (lit. école Jonang)) qui fait remonter ses origines au maître Yumo Mikyo Dorje (XIe siècle), disciple du Cachemiri Somanatha. Elle tire son nom de Jomonang dans l'Ü-Tsang, lieu de méditation de Kunpang Tukje Tsondru (1243-1313) où fut construit son premier monastère, dont le plan imitait selon la tradition le royaume de Shambhala tel que le représentent les thangkas. Elle prit de l’importance à la fin du XIIIe siècle avec Dolpopa Sherab Gyaltsen (1292-1361) issu de l’école Sakyapa ; il fit bâtir à proximité du monastère un stūpa de sept étages, le Jonang kumbum, similaire au kumbum de Gyantsé. En 1614, Taranatha établit non loin de là le monastère de Phuntsok où furent publiés de nombreux textes. En 1642, à la prise de pouvoir de Lobsang Gyatso, 5e dalaï-lama aidé par le mongol Güshi Khan et les qoshots qu'il dirige. Les jonangs alliés du dernier roi du Tibet, Karma Tenkyong Wangpo, que les Mongols ont tués, sont persécutés et obligés de fuir. En 1650, 15 ans après le décès de Taranatha en 1635, l'école Jonang est contrainte par le 5e dalaï-lama, Lobsang Gyatso, allié de Güshi Khan, de s’intégrer à l’école Gelugpa.
Néanmoins quelques monastères ayant maintenu intacte sa tradition ont été découverts au XXIe siècle dans la province tibétaine de l’Amdo, le principal étant Tsangwa à Dzamthang. Il existerait en 2006 au Tibet environ 70 monastères Jonangpa regroupant plus de 5 000 moines et nonnes. Tenzin Gyatso, le 14e dalaï-lama a reconnu cette tradition et l’a dotée d’un monastère en Inde, le Takten Phuntsok Ling de Shimla. Il a désigné l’actuel Khalkha Jetsun Dhampa Rinpoche, réincarnation de Taranatha et chef des Gelug en Mongolie, comme représentant de la tradition. On trouve désormais des monastères en voie de restauration en Mongolie et sur le territoire de l’ex-URSS, ainsi que quelques centres à Taïwan, au Népal et aux États-Unis.

## Caractéristiques
L'école Jonang a compris nombre de lamas renommés dont Jetsun Taranatha (1575-1634), grand lama, lettré et historien, à qui on doit une Histoire du bouddhisme en Inde et Le Rosaire d’or (Origines du tantra de Tara).
L'enseignement de Jonang adhérait à la vue philosophique shentong (zhentong ou gzhan stong), ‘vide d’altérité’. Les pratiques caractéristiques de la tradition sont la transmission dro du Kalachakra Tantra, les six vajrayogas du kalachakra au stade de complétion. Après l'absorption des Jonangpa par les Gelugpa, ces derniers ont adopté les enseignements du kalachakra, qui sont devenus une partie importante de leur tradition. Le 14e et actuel dalaï-lama, Tenzin Gyatso, transmet activement le tantra du kalachakra. Le dro kalachakra est également enseigné par des maîtres Kagyüpa, comme Kalou Rinpoché, Bokar Rinpoché et Tenga Rinpoché, et des maîtres Sakyapa comme Chogye Trichen du Sakya Tsharpa.

## DuXIIIeauXVIIesiècle
Bien que l’école fasse remonter ses origines au XIe siècle avec Yumo Mikyo Dorje, c’est au XIIIe siècle qu’elle perce réellement. Kunpang Tukje Tsondru (1243-1313) fonde en 1294 le premier monastère (Phuntsok Choling) à Jomonang, à 160 km au nord-ouest de Tashilhunpo. Du XIIIe au XVIIe siècle, les centres de pratique grands et petits se multiplient dans l’Ü-Tsang et au Ngari. A à Kunpang Tukje Tsondru succèdent Changsem Gyalwa Yeshe (1257-1320) et Yontan Gyatso (1260-1327).
En 1321, Sherab Gyeltsen (1292-1361), originaire de Dolpo au Népal, vient apprendre le dro kalachakra et les six vajrayogas auprès de Yontan Gyatso. Appelé Dolpopa, il jouera un rôle important dans la diffusion des enseignements de l’école qu’il reformule, bien que la transmission soit théoriquement restée secrète (lkog chos) de son vivant. Il demande en 1334 à ses disciples Lotsawa Lodro Pal (1299-1353) et Lotsawa Sazang Mati Panchen (1294-1376) une nouvelle traduction du Kalachakra Tantra et de son commentaire, La Lumière immaculée. C’est sous sa direction qu’a lieu la construction du grand stupa de Jonang (1330 –1333). Lui succèdent Lotsawa Lodro Pal, Chogle Namgyal, Sazang Mati Panchen et Nyawon Kunga Pal. Au XVIe siècle, Kunga Dolchok (1507-1566) rédige Les 108 Instructions essentielles de Jonang.
Son successeur, Jetsun Taranatha (1575-1635), fut un personnage important du bouddhisme tibétain, historien aussi bien que lama. Il reformule le Kalachakra Tantra et d’autres tantras de la tradition sarma, ainsi que les six vajrayogas, exposant ces pratiques dans des manuels plus accessibles. On lui doit la construction en 1615 du grand complexe monastique de Takten Damcho Ling (Takten Phuntsok Ling) au U-Tsang, comprenant un collège, un centre de méditation, une imprimerie et 16 temples dont 8 subsistent en 2007. Après son incorporation à l'école Gelug il est devenu le Ganden Phuntsok Ling.

## Persécution et absorption par l'école Gelug
Vers la fin du XVIIe siècle sous le règne du 5e dalaï-lama, Lobsang Gyatso (1617-1682), du fait de leurs liens avec la lignée Kagyu et le Roi de Tsang, Karma Tenkyong Wangpo, qui disputait aux Gelugpa supportant les Qoshots et leur khan, Güshi Khan, la souveraineté sur le Tibet central, les Jonang furent persécutés et leurs monastères annexés par les Gelugpa. Le 10e Karmapa, Chöying Dorje (1604-1674), chef de la lignée Karma Kagyu, dut s'exiler durant 20 ans. La menace pour les Bonnets jaunes était d’autant plus grande que le nouveau titulaire du trône de Jonang était un Mongol de la lignée royale Borjigin, donc un possible futur khan. En effet, en 1638, Zanabazar (1635-1723), fils de Tüsheet khan, souverain du Khalkha central, est identifié comme réincarnation de Taranatha. Il se rend au Tibet entre 1649 et 1651 où il reçoit une éducation tibéto-mongole, ainsi que le titre de Bogdo Gegen (pontife éclairé) décerné par le 5e dalaï-lama. Il s’agit de l’un des trois titres importants pour les bouddhistes mongols, avec celui de dalaï-lama et de Panchen Lama. Extrêmement brillant, Zanabazar est à la fois sculpteur, peintre, architecte et traducteur. Il invente même une écriture phonétique du mongol, du tibétain et du sanskrit. À l'âge de 17 ans (ou seulement de 13 ans, d'après certaines sources), il fonde le monastère de Da Khüriye, qui devient à partir de 1778 et après plusieurs déplacements le noyau de la future Urga (Oulan-Bator). Il meurt en 1723, peu après un séjour de 10 ans en Chine.
Bien que l'origine de ce conflit soit politique, les Gelugpa justifièrent a posteriori l’absorption des Jonangpa en les accusant d’hérésie philosophique. En effet, le shentong soutient que tout est vide sauf la nature non duelle de l’esprit. Cette position, qui rappelle le Chan jadis banni du Tibet, s’opposait au rangtong, alors position officielle des Gelugpa, selon laquelle tout est vide et co-dépendant. Le sectarisme shentong / rangtong est depuis tombé en défaveur
On a longtemps pensé que l'école Jonang s’était éteinte. Cependant, on a découvert au début du XXIe siècle que quelques monastères Jonangpa situés en bordure du domaine Gelug avaient subsisté et poursuivi leurs pratiques sans interruption dans l’Amdo. Situés sur le territoire chinois du Qinghai ou à proximité, ils avaient pu échapper à l’emprise des Gelug.

## Reconnaissance par le14edalaï-lama
La tradition Jonang a été reconnue par le 14e dalaï-lama, qui a désigné comme son représentant l'actuel Bogdo Gegen, Jampal Namdol Chokye Gyaltsen, âgé d'une soixantaine d'années, né à Lhassa. Identifié comme réincarnation du 8e Jebtsundamba à l'âge de quatre ans, il s'est enfui à Dharamsala (Inde) en 1959.